# 沙东再也副县
沙东再也副县（英語： 馬來語：）是砂拉越三马拉汉省雅沙再也县下辖的一个副县，前名是本南县（Pendam District），总面积有140平方公里，人口约有1.4万（2010数据），马来人占多数。县里只有一座小镇：沙东再也镇，即是副县城，和24座甘榜。

## 传说与历史
据100多年前的神话，有一群伊班人迁移到了沙东再也这地区。他们在那里盖起了长屋，种植稻谷。几年后的一天，在他们等待收割的稻田里出现了一条巨大的蛇。据说，那条蛇从天而降把他们种的稻米都吃了。村民知道后非常愤怒并决定要杀死那条巨蛇。当天晚上，屋长召集了所有男丁把那条蛇给杀了。杀死后，他们把巨蛇煮了分给所有人吃。所有吃过那条蛇肉的人都死了，除了一个女子，因为有身孕所以没吃。之后那女子便离该了那长屋，沿行附近的河，到上游地区。因为惨死悲剧，所以出现了“Pendam”这个词，意思是伊班人的陵园。在甘榜本南（Kampung Pendam），即是现今的沙东再也镇（Pekan Sadong Jaya）可以找到许多伊班族的墓地痕迹。
另一个传说是，相传当年反白人拉者詹姆士·布魯克的马来人战士沙里·马萨和（M Syarif Masahor）的船曾在本南河口被当时的殖民者击沉。之后，他们便经恩森义（Ensengei）逃到了龙芽。
因为本南这名字不是很适合使用，所以于1985年8月4日改名为沙东再也。沙东是取自于沙东河（Sungai Sadong）之名，因为该地区离沙东河很近。而再也（Jaya）在马来语具有承诺一定会成功的意思。2002年1月1日，沙东再也副县正式成为雅沙再也县下辖的副县。一些在沙东再也副县较小的地区，为了利于管理则归附近的县管辖。